# 한일여자고등학교 (경남)
한일여자고등학교(韓一女子高等學校)는 대한민국 경상남도 창원시 마산회원구 양덕동에 있는 사립 고등학교이다.

## 학교 연혁
- 1974년 1월 5일 : 학교법인 한효학원 설립인가(초대 김한수 이사장 취임)
- 1974년 2월 25일 : 초대 이균자 교장 취임
- 1974년 2월 28일 : 한일여자실업학교 인가(69학급)
- 1974년 3월 30일 : 개교식 및 제1회 입학식 거행
- 1976년 9월 1일 : 체육관 준공
- 1977년 1월 28일 : 한일여자실업고등학교 학칙 변경 인가(90학급)
- 1977년 2월 28일 : 제1회 졸업식
- 1982년 3월 4일 : 도서관 개관
- 1984년 3월 7일 : 전산실 개관
- 1989년 10월 12일 : 한일여자고등학교 교명 변경 인가
- 1992년 12월 23일 : 한일전산여자고등학교 인가(전자계산기과 24학급)
- 1997년 8월 26일 : 학칙 변경 인가(주간 36학급, 야간 6학급)
- 2012년 2월 3일 : 제4대 김효준 이사장 취임
- 2015년 7월 8일 : 한일여자고등학교 교명 변경 및 학칙 변경 인가(35학급)
- 2017년 2월 2일 : 학과 개편 (웹솔루션과, 컴퓨터정보기술과, 컴퓨터응용디자인과, 금융정보과)
- 2018년 2월 2일 : 학칙 변경(33학급)
- 2023년 1월 5일 : 제47회 졸업식 거행(총 45,846명)
- 2023년 3월 2일 : 제50회 입학식 거행
- 2023년 8월 1일 : 제15대 장우영 교장 취임

## 설치 학과
- 금융정보과
- 컴퓨터응용디자인과
- 웹솔루션과
- 컴퓨터정보기술과

## 참고 자료
- 한일여자고등학교 - 한국교육학술정보원 학교알리미